# William Smith Clark
Vous lisez un « bon article » labellisé en 2012.
William Smith Clark, né le 31 juillet 1826 et mort le 9 mars 1886, est un scientifique américain. Également colonel pendant la guerre de Sécession et membre de la Chambre des représentants du Massachusetts, il contribue à la création d’établissements d’enseignement supérieur voués à l’agriculture dans le Massachusetts ainsi qu'au Japon.
Il est connu pour son implication dans le développement de l’agriculture dans le Massachusetts, notamment par sa contribution pour la création du collège d’agriculture d’Amherst, qu’il dirige quelques années. Il est appelé en 1876 par le gouvernement japonais pour développer l’agriculture à Hokkaidō, et y participe en aidant à la création du collège d'agriculture de Sapporo. Il y mène par ailleurs une activité de prosélytisme chrétien.
Les dernières années de sa vie sont affectées par son implication dans une société d’exploitation de mines en Amérique du Nord qui périclite en 1882 en raison de la mauvaise gestion de son associé et le conduit à la ruine. Il meurt peu après en 1886.

## Biographie

### Formation
Fils d’un médecin de campagne, Atherton Clark, et de Hariett Smith Clark, William Smith Clark est né à Ashfield dans le Massachusetts. Sa famille déménage à Easthampton Massachusetts aux environs de 1834. Il est par la suite formé au séminaire de Williston dans cette même ville, actuelle école de Williston Northampton, avant d’entrer au collège d’Amherst. Là, il intègre la fraternité étudiante de Phi Beta Kappa, et sort diplômé de l’établissement en 1848. Il commence sa carrière au séminaire de Williston comme professeur de chimie de 1848 à 1850. En 1851, il quitte cet établissement pour reprendre ses études en chimie et en botanique à l’université de Göttingen en Allemagne où il décroche un doctorat en chimie en 1852,.

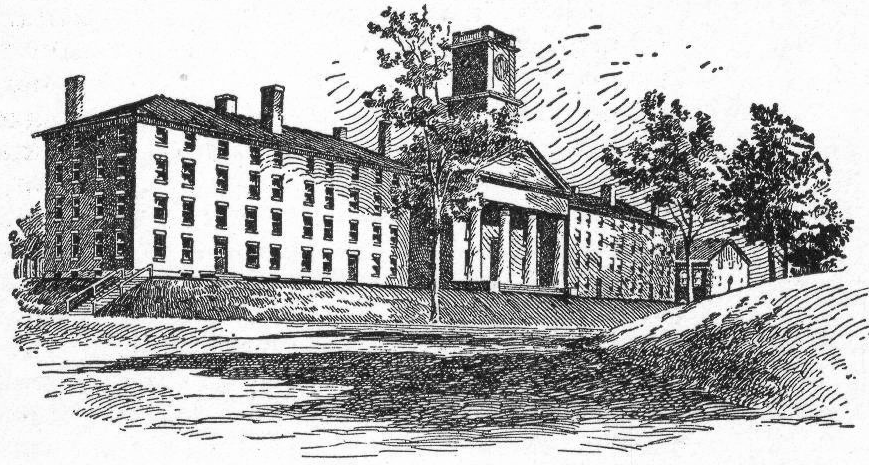
LAmherst College où enseigne Clark.

À son retour à Amherst en 1852, il reprend des activités professorales en enseignant la chimie analytique et appliquée au collège d’Amherst, et y occupe cette fonction jusqu’en 1867. Il y enseigne par ailleurs la zoologie de 1852 à 1858, et la botanique de 1854 à 1858. Peu après sa nomination, il entreprend aussi de promouvoir l’enseignement de l’agriculture, un sujet auquel il a été sensibilisé lors de ses études à Göttingen. Il prend ainsi la tête au collège d’Armherst d’une toute nouvelle division des sciences pour l’étude pratique et théorique de l’agriculture. Ce programme ne rencontre pas le succès escompté, mais fait prendre conscience à Clark qu’un nouveau type d’institution serait nécessaire pour pouvoir développer cette formation,.
Il est membre du board of agriculture du Massachusetts de 1859 à 1861, et est président du board of agriculture du New Hampshire de 1860 à 1861, puis de nouveau de 1871 à 1872. Grâce à ces mandats il obtient le soutien nécessaire à la création d’un collège d’agriculture au Massachusetts.

### Famille

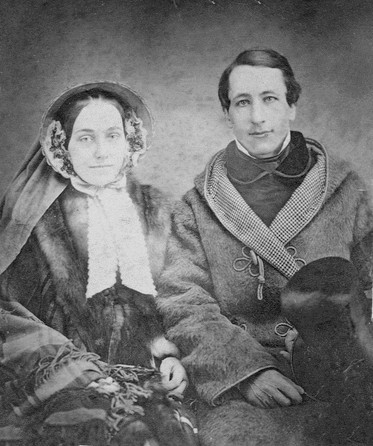
Clark et sa femme dans les années 1850.

Le 25 mai 1853, soit quelques mois après son retour d’Allemagne, Clark épouse Hariet Keopuolani Richards Willinston, fille de William et Clarissa Richards, missionnaires américains au royaume d'Hawaï. En 1838, Harriet et son frère Lyman sont envoyés depuis Hawaï et pris en charge par l’industriel Samuel Willinston, et sont scolarisés au séminaire Willinston d’Easthampton. William Richards meurt en 1847 à Hawaï, et sa femme Clarissa y reste quelques années après sa mort. Il est alors convenu que Williston adopterait Hariet et Lyman Richards.
Le beau père adoptif de Clark, Samuel Williston, devient un appui important pour sa carrière, Willinston étant par ailleurs le principal donateur du collège d’Amherst, ainsi qu’une figure importante de l’ouest du Massachusetts.
William et Harriet Clark ont onze enfants, dont sept seulement atteignent l’âge adulte. Leur fille aînée, Emily Willinston Clark, épouse F. W. Stearns, le fils d’un important commerçant et propriétaire de la chaîne de magasins R. H. Stearns. Un autre de leurs enfants, Hubert Lyman Clark, devient par la suite un zoologiste de premier plan.

### Guerre de Sécession
Clark, qui défend l’Union, prend part aux exercices d’instruction organisés pour les étudiants au collège d’Amherst, ce qui permet de recruter efficacement plusieurs étudiants. En août 1861, il reçoit la charge de major du 21e régiment d’engagés volontaires du Massachusetts ; il y sert pendant deux ans, accédant au grade de lieutenant-colonel en 1862, puis de colonel la même année.

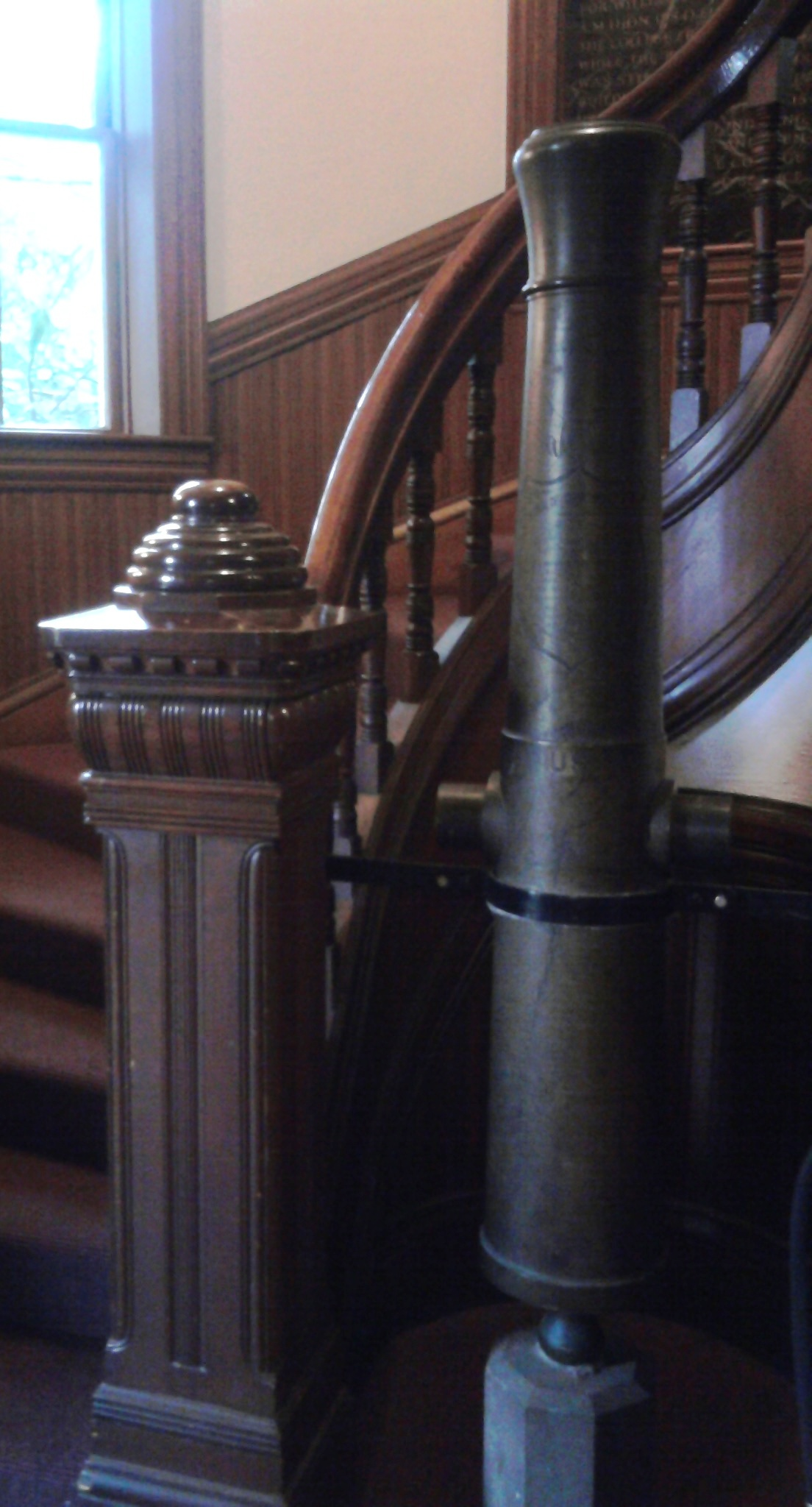
L’un des canons capturés par le régiment de Clark.

Pendant ses premiers mois de service, le 21e régiment tient garnison à l’académie maritime des États-Unis à Annapolis dans le Maryland. En janvier 1862, le régiment est rattaché à la Coast Division commandée par le major général Ambrose Burnside, et est embarqué avec cette division pour des opérations en Caroline du Nord. Clark prend le commandement du régiment en février 1862, et le dirige lors de la bataille de New Bern le 14 mars 1862. Il y obtient une réputation d’homme courageux lorsque, à la suite de la charge de son régiment sur des pièces d’artillerie détenues par les Confédérés, il capture avec ses hommes la première pièce d’artillerie de la bataille. Il est par la suite décoré par le général Burnside au collège d’Amherst, en l’honneur de l’adjudant du 21e régiment et fils du président du collège Frazar Stearns, tué lors de cette bataille. Le canon capturé lors de l’assaut est alors exposé dans le hall Morgan du collège,.
Le 21e régiment est ensuite transféré dans le nord de la Virginie en juillet 1862, puis intégré dans l’armée du Potomac et participe ainsi à quelques-unes des plus grandes batailles de la guerre : la seconde bataille de Bull Run, celle d’Antietam, ou encore celle de Fredericksburg. Le régiment subit ses pires pertes lors de la bataille de Chantilly le 1er septembre 1862. Dans la confusion de la bataille qui se déroule dans des bois épais lors d’un orage, il est séparé du reste de son régiment et reste quatre jours sans parvenir à rejoindre le reste de l’armée. Il est alors listé à tort parmi les pertes humaines, et un journal d’Amherst titre sa rubrique nécrologique « Un autre héros disparu ».
L’enthousiasme de Clark faiblit considérablement après la bataille de Fredericksburg lors de laquelle l’armée de l’Union subit des pertes importantes à la suite de charges répétées contre une muraille de pierre solidement fortifiée. Dans une lettre de janvier 1863 à un ami, Clark écrit que bien qu’il « trouve les principes de [son] combat bons et honorables », il est dans le même temps « déçu et choqué » par le gouvernement et l’armée. En avril 1863, le nombre de soldats encore actifs dans le 21e régiment est si réduit en raison des pertes humaines que le régiment est virtuellement réduit à néant, et le commandement de Clark n’est plus que théorique. Il démissionne donc et retourne dans le Massachusetts.

## Carrière universitaire

### Collège d'agriculture du Massachusetts

#### Création de l'établissement

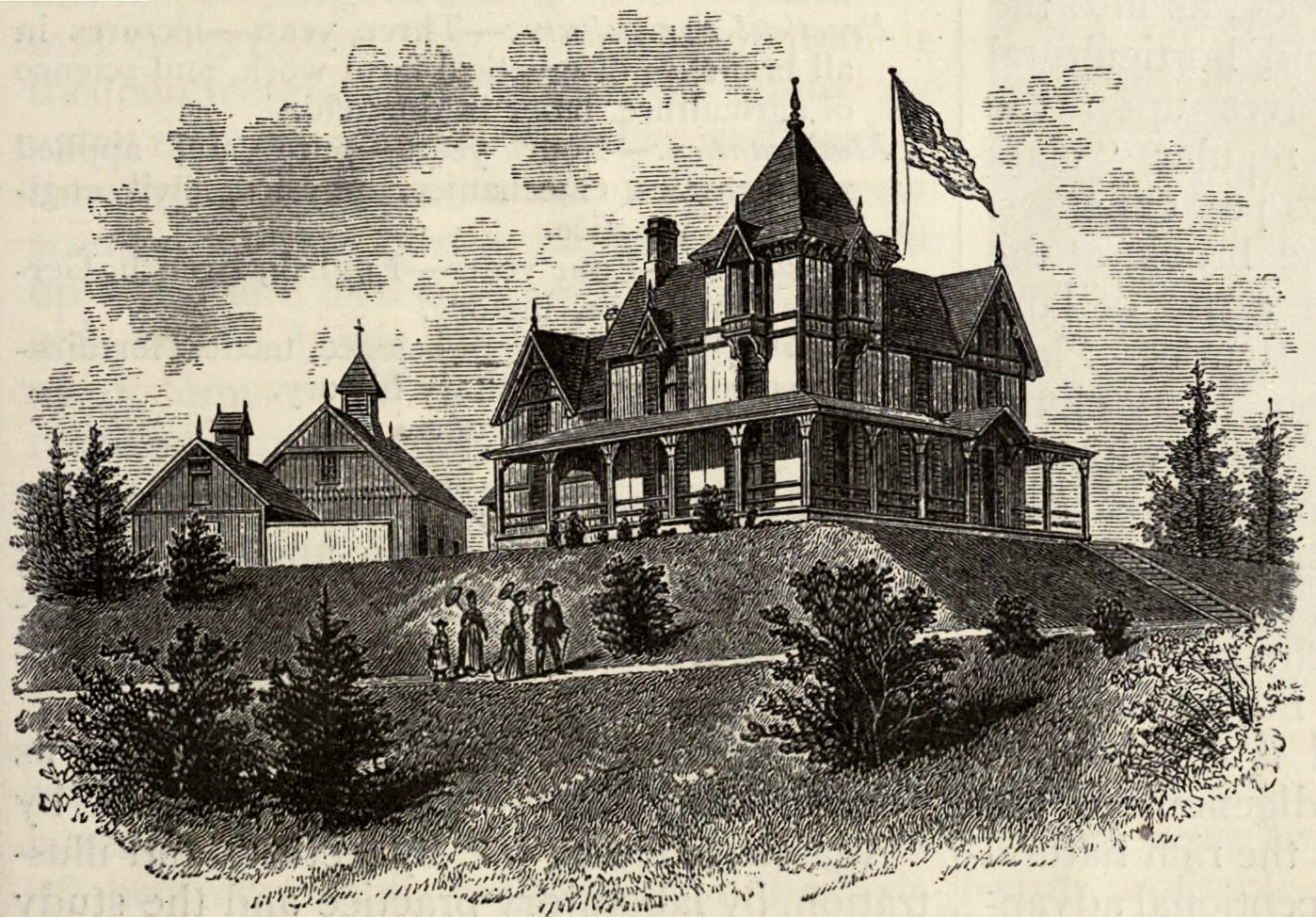
Propriété de Clark à proximité du collège.

Les premières actions visant à la création d’un établissement d’enseignement spécialisé dans l’agriculture dans le Massachusetts remontent aux années 1830, bien avant l’implication de Clark. Les leaders du mouvement étaient alors des personnalités comme Marshall Wider, un riche marchand de Boston et président de la société agricole de Norfolk, et le juge Henry Flagg French, qui allait devenir le premier président du collège d’agriculture du Massachusetts à sa création. Leurs actions ne rencontrent que peu de succès jusqu’au passage de la Morrill Land Grant Act de 1862. Cette loi, défendue par le parlementaire Justin Smith Morrill, alloue alors des terres fédérales à chaque État dans le but de créer des collèges « dédiés aux arts de l’agriculture et de la mécanique ». L’État du Massachusetts la soutient par le biais de ses représentants, et le collège d’agriculture du Massachusetts est créé en avril 1863.
Les personnes soutenant l’enseignement de l’agriculture, y compris Clark, sentaient que le progrès scientifique laissait alors de côté les fermiers. Clark en particulier, se lamentait que les fermiers de son État avait un accès limité à l’enseignement supérieur, et que par conséquent la profession périclitait économiquement comme intellectuellement :

« Le temps venant, les influences vivifiantes et inspirantes d’un enseignement supérieur intellectuellement comme esthétiquement auront un effet qui sera considéré comme désirable pour l’agriculture, comme cela a déjà été le cas auparavant pour la médecine, le droit, ou la théologie… Mais si les fermiers doivent demeurer coupés de toutes formes d’enseignement supérieur, et doivent se limiter à la discipline mentale et à la culture des écoles publiques de la campagne, ils ne pourront jamais occuper la place qui est la leur dans la société. »

Selon les leaders du mouvement soutenant le développement de l’enseignement agricole, le statut social des fermiers était à l’époque en péril dans la société de la Nouvelle-Angleterre de l’époque. L’industrialisation grandissante du milieu du XIXe siècle avait pour conséquence une croissance exponentielle des villes ouvrières au détriment des villes rurales, dont nombre étaient abandonnées par leurs habitants, phénomène particulièrement important dans l’ouest du Massachusetts. À cette crise s’ajoutaient le mouvement d’expansion vers l'ouest et l’appât que constituaient les terres bon marché du Midwest. En réaction à tout cela, les promoteurs de l’enseignement de l’agriculture développaient un discours moraliste. Clark en particulier critiquait ceux qui laissaient derrière eux la Nouvelle-Angleterre : « Le gentilhomme va-t-il échanger les beaux paysages si divers de la Nouvelle-Angleterre… Va-t-il oublier les écoles, les églises, et les privilèges sociaux d’une société prospère pour les conditions de vie presque barbares de ces nouvelles communautés éparses? ». De plus Clark mettait en garde contre la paupérisation du Massachusetts rural, considérant que le métier de fermier pourrait bientôt être considéré de « nature dégradante, et réservé… exclusivement aux personnes pauvres, sottes, ignorantes, ou malchanceuses ».

#### Direction du collège

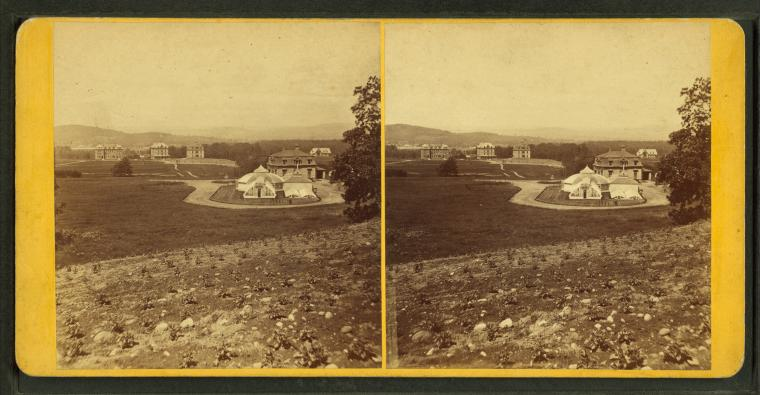
Stéréoscopie du campus en 1875.

Quand Clark démissionne de l’armée, le collège d’agriculture du Massachusetts n’a été créé qu’un mois plus tôt par le parlement de l’État. À son retour à Amherst, il cherche à s’impliquer dans le développement de la nouvelle institution, et travaille alors activement à convaincre les autorités pour que celles-ci choisissent Amherst comme lieu d’implantation. D’autres sites sont alors considérés comme Springfield, Lexington, ainsi qu’une propriété détenue par l’université Harvard à Roxburry. Élu au parlement du Massachusetts lors des élections de 1864, Clark parvient à obtenir que la ville d’Amherst soit autorisée à verser 50 000 $ dans le but de construite le collège, ce qui permet in fine de convaincre les décideurs de choisir la ville comme site définitif.
L’établissement connaît dans ses quatre premières années d’existence deux présidents, et jusqu’en 1867 ne dispose ni d’enseignants, ni d’étudiants, ni de bâtiments. Clark prend les rênes du collège en 1867 et commence par nommer un premier corps enseignant, achever les plans de constructions, et à l’automne 1867 l’établissement accueille une première promotion de 49 étudiants. En plus de la présidence, il exerce les fonctions de professeur de botanique et d’horticulture.
Perçu initialement comme un succès, le collège n’attire malgré tout que peu d’étudiants pendant les années 1870. Clark est alors particulièrement peiné de l’attitude de la communauté fermière dont le support fait défaut à l’établissement. Il peut ainsi écrire : « Pour tous ceux qui ont conscience de tout le travail qui a été effectué à Amherst… la profonde indifférence de la plupart des 75 000 fermiers du Massachusetts vis-à-vis du collège est particulièrement surprenante. »
Vers la fin de son mandat de président, Clark est littéralement submergé par une vague grandissante de critiques émanant de la presse et de politiciens de Boston. Le collège, qui doit gérer une dette importante, est présenté comme un échec par certains. En colère contre ceux qu’il appelle « des politiciens trop intéressés par leurs réélections et des journaux sans principes qui ne cherchent qu’à aller dans le sens de l’opinion », il démissionne en 1879.
Dans le même temps, Clark est aussi l’un des trois membres d’une commission chargée en 1863 par le gouverneur du Massachusetts John Albion Andrew d’étudier la possibilité de créer une académie militaire dans l’État. Il est aussi grand électeur en 1864, et élu à la Chambre des représentants du Massachusetts en 1864-1865, ainsi qu’en 1867. Il est aussi membre de l’Académie américaine des arts et des sciences, ainsi que de plusieurs autres sociétés scientifiques.

### Au Japon

#### Recrutement commeoyatoi gaikokujin

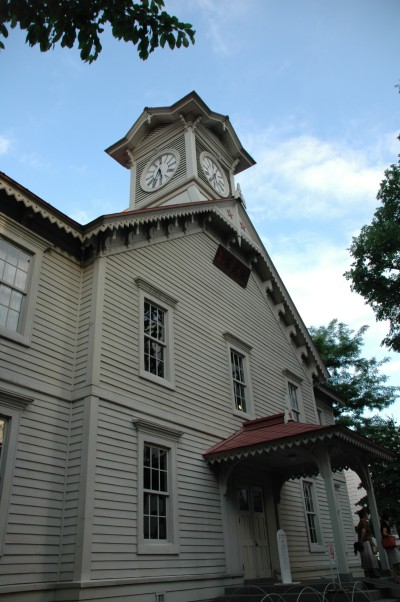
La tour de l'horloge de Sapporo, faisant initialement partie du collège d'agriculture de la ville.

En 1876, Clark est invité par le gouvernement du Japon afin de créer un collège d'agriculture à Sapporo, qui servira par la suite de base à la création de l’université impériale de Hokkaidō. À la suite de la restauration de Meiji en 1867, le gouvernement japonais cherche à se moderniser rapidement et recrute dans ce but de nombreux experts militaires et industriels venant d’Europe et des États-Unis. Ils sont alors qualifiés par le gouvernement d’oyatoi gaikokujin, ou « étrangers accueillis ».
Cherchant un modèle de collège agricole, Mori Arinori, l’ambassadeur du Japon aux États-Unis, demande alors conseil à Horace Capron, responsable du département américain à l’agriculture. Celui-ci présente le collège d’agriculture du Massachusetts comme exemple, et après avoir visité celui-ci, Mori recommande Clark comme candidat idéal pour établir un établissement similaire à Sapporo.
Clark signe son contrat avec le gouvernement japonais le 3 mars 1876 à Washington, D.C. La fonction précise de Clark dans le dispositif à mettre en place reste cependant toujours floue à ce jour en raison de problèmes de traduction. Selon son biographe John Maki, les versions anglaises et japonaises du document diffèrent sur ce point : la version japonaise désigne Clark comme « Head-teacher (assistant directeur) », ce qui donne sur place « directeur-assistant » ou « vice-président » du collège d’agriculture de Sapporo. Cependant, dans la version anglaise du même contrat, le mot « président » est utilisé dans le texte et inséré par l’ambassadeur du Japon Yoshida. Indépendamment du titre utilisé sur place, Clark dispose du complet soutien du gouvernement japonais pour l’organisation du collège, et exerce comme principal du collège le temps de son séjour au Japon.

#### Collège d'agriculture de Sapporo
Il passe huit mois à Sapporo en 1876 et 1877. Il est particulièrement satisfait de la coopération enthousiaste qu’il reçoit de la part du gouvernement japonais, surtout après avoir dû supporter en permanence une presse négative au Massachusetts, et le collège est organisé en seulement un mois. Dans une lettre à sa femme, il note « je suis en train de reconstruire le collège d’agriculture du Massachusetts… à l’autre bout de la planète ». Avec la création de cet établissement, Clark introduit au Japon le premier modèle d’exploitation agricole américain, et le premier collège militaire du pays. Il introduit par la même occasion de nouvelles espèces de végétaux, ainsi que de nouvelles techniques dans l’agriculture, la pêche, et l’élevage.
Le supérieur direct de Clark est alors le gouverneur de Hokkaidō et futur Premier ministre du Japon Kiyotaka Kuroda. Les deux hommes se respectaient beaucoup, et avaient en commun d’avoir eu un passé militaire. Cette relation permet à Clark d’obtenir plus facilement certaines avancées à Sapporo, et explique largement la liberté d'action dont il a disposé à l’époque, de même que son influence dans le développement colonial de Hokkaidō.
L’île est alors une zone d’expansion pour le Japon, et beaucoup de travail reste à faire pour la coloniser. Kuroda demande fréquemment conseil à Clark, et celui-ci est amené à s’exprimer sur des sujets aussi divers que la sédentarisation des pêcheurs saisonniers, ou encore la création d’une industrie textile. Clark est le premier étonné par l’apparente étendue de son influence dans le domaine colonial, et peut ainsi écrire à sa femme : « Le gouverneur Kuroda me consulte continuellement, et suit toujours mes conseils », ou encore peu après : « Je frémis à l'idée de toute la confiance qui est placée en moi, et de toutes les responsabilités que je dois quotidiennement exercer. »
Pendant son séjour au Japon, Clark s’intéresse aussi à la flore locale, et introduit de nouvelles espèces d’arbres en Amérique à son retour. Il envoie de plus au Massachusetts un important lot de semences, dont certaines vont se révéler particulièrement intéressantes pour cet État en raison de la latitude élevée à laquelle elles ont été sélectionnées. Dans l’arrondissement de Teine à Sapporo, il découvre à une altitude de 3 200 m une espèce de lichen alors non répertoriée qui est baptisée Cetraria clarkii en son honneur par Edward Tuckerman.
Clark est aussi source d’influence pour les premiers étudiants du collège. Il utilise la même rhétorique articulée autour de l’ambition et du développement personnel qu’il utilisait déjà dans le Massachusetts, avec un plus grand succès. Celle-ci trouve des échos favorables dans un pays qui sort d’un système féodal rigide. Lors des cours, des séances d’information du soir, ou des sorties sur le terrain, il discute moralité avec eux, et leur enjoint de se comporter de manière à « Be gentlemen ».

#### Prosélytisme
Bien que le gouvernement japonais interdit à l’époque d’enseigner la Bible dans les écoles gouvernementales, Clark parvient à obtenir l’agrément de Kuroda pour pouvoir l’utiliser lors des cours d’éthique. Par ce biais, il introduit auprès de la première promotion d’étudiants des principes chrétiens, qui influencent ensuite la promotion suivante après le départ de Clark. En 1877, peu de temps après son départ, 31 étudiants du collège se convertissent au christianisme, signant un document paraphé par Clark et intitulé « le pacte des croyants en Jésus ». Certains d’entre eux vont jouer un rôle par la suite dans le champ de la chrétienté, de l’éducation, ou encore des relations internationales lors de la période de modernisation du Japon au début du XXe siècle : Kanzō Uchimura (philosophe et missionnaire chrétien) et Inazō Nitobe (quaker, pédagogue et diplomate) sont toujours connus au Japon, et font partie de la seconde promotion de l’établissement.
Le jour de son retour aux États-Unis, le 16 avril 1877, des étudiants et des enseignants du collège l’accompagnent jusqu’au village de Shimamatsu, à 21 kilomètres de Sapporo. Il lance alors à ses étudiants un « boys, be ambitious » (« Garçons, soyez ambitieux ! ») après avoir échangé les derniers au revoir. Certains témoignages de l’époque parlent aussi de « Boys, be ambitious, like this old man! » (« Garçons, soyez ambitieux, comme ce vieil homme ! »)  ou encore de « Boys, be ambitious for Christ! » (« Garçons, soyez ambitieux pour le Christ ! »). Une peinture représentant le départ de Clark réalisée en 1971, et exposée dans le siège de la préfecture à Sapporo, reprend la version plus longue du message de Clark : « Boys, be ambitious! Be ambitious not for money or for selfish aggrandizement, not for that evanescent thing which men call fame. Be ambitious for that attainment of all that a man ought to be. » (« Garçons, soyez ambitieux ! Soyez ambitieux pas pour l’argent ou pour l’ambition personnelle, pas pour cette chose évanescente que les hommes appellent la gloire. Soyez ambitieux pour la réalisation de tout ce qu’un homme doit être. »)

## Fin de vie
Après son départ du collège d’agriculture du Massachusetts, Clark s’intéresse à un projet de collège scientifique itinérant, proposé par James O. Woodruff. Cependant, la mort de ce dernier entraîne l’abandon du projet,.

### LaClark & Bothwell mining company
Clark s’associe ensuite avec John R. Bothwell en 1880 pour fonder la Clark & Bothwell mining company. Les compétences de Clark en chimie et en géologie trouvent avec ce projet un champ d’application logique. Cependant, la façon dont Clark s’est trouvé associé à Bothwell, un homme à la moralité considérée comme douteuse à l’époque, et qui avait été renvoyé de l’armée pour fraude, est inconnue. En qualité d’universitaire, Clark n’est alors pas préparé pour une carrière financière ce qui, couplé à la réputation de Bothwell, va entraîner un échec financier.
La société Clark & Bothwell commence ses activités le 10 mars 1881 dans des bureaux à l’angle de la rue Nassau et de Wall Street à New York. La première mine dans laquelle la compagnie investit est la Starr-Grove silver mine, située juste au sud de l’actuelle Battle Mountain dans le Nevada. Fin 1881, la société, avec Clark à sa tête, possède des intéressements dans sept mines d’argent, principalement situées en Utah et en Californie. Bien que localisés avant tout dans l’Ouest américain, des investissements sont aussi effectués du Mexique jusqu’à la Nouvelle-Écosse. La Satemo Mining Compagnie à Tangier en Nouvelle-Écosse, baptisée ainsi par Clark en traduisant grossièrement une expression japonaise signifiant « tout va bien », devient une filiale de Clark & Bothwell pendant l’été 1881. Cette dernière figure parmi les premières actives lors de la ruée vers l’or qui touche la région à cette époque.
La gestion de ces exploitations minières occupe Clark à plein temps. Il parcourt des milliers de kilomètres, fait des recommandations pour moderniser les différents équipements, et supervise la réalisation de ceux-ci. La société rencontre dans un premier temps un certain succès. La prospérité de celle-ci gagne la ville d’Amherst où, selon le biographe de Clark John Maki, il y a alors un engouement pour les placements dans les sociétés minières, puisque les amis, la famille et les anciens collègues de Clark investissent massivement dans la compagnie. Des investisseurs notables viennent aussi de New York, Boston, Philadelphie, ainsi que dans d’autres villes.

### Faillite et fin
Les premiers problèmes apparaissent à partir de mars 1882 lorsque la Starr-Grove mine doit fermer en raison d’un manque de profit, et de dettes importantes. Les valeurs des actions des différentes mines plongent immédiatement, et se retrouvent rapidement invendables. La première action en justice en raison des pertes financières est intentée par des investisseurs en avril 1882. Le procès le plus important met aux prises la société avec l’un de ses partenaires, la Stormont Mining Company, qui l’attaque car des fonds lui appartenant ont été retenus par la Clark & Bothwell. Il devient assez rapidement clair que la gestion de Bothwell, qui est trésorier de la société dans ses bureaux de New York, est discutable, ce qui entraîne la ruine. En mai 1882, Bothwell alors en route pour San Francisco, disparaît sans laisser de trace. Le scandale prend des proportions nationales, et les procès sont couverts par la presse de New York et de Nouvelle-Angleterre.
Bien qu’il affirme pendant ses différents procès avoir été « entrainé » par Bothwell, la réputation de Clark à Amherst est définitivement ternie. Le stress induit par ce scandale lui cause des problèmes de santé, et il passe ses quatre dernières années à son domicile à Amherst en raison de problèmes cardiaques. Il meurt le 9 mars 1886 et est enterré au cimetière ouest à Amherst.

## Postérité

### Influence culturelle
Bien qu’aujourd’hui presque inconnu au Massachusetts, Clark est une personnalité bien connue au Japon. Son influence sur l’agriculture et dans le développement économique de Hokkaidō est significative, mais c’est surtout pour son influence culturelle qu’il est aujourd'hui estimé. Selon l’historienne Fumiko Fujita, la phrase de Clark « Boys, be ambitious! » est « presque immortelle au Japon ». L’Office national du tourisme japonais souligne que ces mots populaires sont souvent cités dans le pays. L’historien John Maki écrit lui que cette phrase est inscrite dans la plupart des manuels scolaires japonais accompagnée d’une biographie de Clark, et que le nom de ce dernier apparaît sur « des écoles, des bâtiments, des magasins, ainsi que sur de nombreux souvenirs destinés aux touristes ».
Les activités de Clark sont aussi notables dans le domaine religieux. Son action comme missionnaire a débouché sur la fondation de l’« Église chrétienne indépendante de Sapporo » en 1882 par des étudiants du collège d’agriculture de la ville. Il s’agit d’une des premières implantations de la chrétienté au Japon après la restauration de Meiji. Ainsi, dix des signataires du « pacte des croyants en Jésus » de Clark parviennent à la suite d'une collecte de fonds à faire construite la  William S. Clark Memorial Church en 1922 à Sapporo. Cette dernière est démolie en 1962, mais est reconstruite plus loin, et héberge toujours la même communauté religieuse, ainsi que plusieurs bibles importées initialement par Clark.

### Influence universitaire
Aux États-Unis, la principale influence de Clark réside dans les liens universitaires tissés entre l’université du Massachusetts à Amherst et l’université de Hokkaidō. Selon le journaliste Daniel Fitzgibbons, les échanges d’étudiants et de personnels sont restés informels pendant des années, jusqu’à ce que le département d'État américain prenne contact avec l’établissement pour aider à enrichir les activités liées à l’agriculture à Hokkaidō. Via ce programme, onze membres de l’université d’Amherst se sont rendus à Sapporo, et 52 étudiants et enseignants japonais se sont rendus à Amherst ; plusieurs départements de ces deux institutions maintiennent finalement des liens à des degrés divers,.
En 1969, le professeur John H. Foster du Centre international d’études agricoles désigne les collaborations entre ces deux établissements comme « la plus ancienne relation d’assistance technique entre une université américaine et une université étrangère ». En reconnaissance de cette situation et du rôle joué par Clark dans la création de ces deux institutions, les deux universités se sont jumelées en 1976. Le 7 février 1990, le Commonwealth de Massachusetts et la préfecture de Hokkaidō se sont également jumelés,,.

### Hommages
L’une des premières œuvres d’art publiques réalisées en l’honneur de Clark est un buste à l’université de Hokkaidō installé sur le campus en 1926 pour célébrer le cinquantième anniversaire de la création du collège universitaire d’agriculture. Le buste original est fondu pendant la Seconde Guerre mondiale, mais une copie est réalisée en 1947. Lors de la célébration marquant le centième anniversaire de l’arrivée de Clark à Sapporo, une statue de ce dernier est construite en 1976 et placée à l’observatoire de Hitsujigaoka. Sur le socle de celle-ci est inscrit la citation de Clark « Boys, be ambitious! », où les jeunes viennent volontiers prendre des photographies. Enfin, sur le campus de l’université du Massachusetts à Amherst, le William Smith Clark Memorial, un jardin de pierres et de sculptures de 0,2 Ha, est inauguré le 17 octobre 1991. Il est situé sur le site de l’ancienne maison de Clark au sommet de Clark Hill (colline Clark), et est dessiné par l’architecte urbaniste Todd A. Richardson.
Plusieurs bâtiments sont aussi nommés en l’honneur de Clark. Les locaux du département de botanique de l’université du Massachusetts à Amherst construits en 1905 prennent ainsi son nom, et à l’université de Hokkaidō, le Clark Memorial Student Center ouvre en 1960 et constitue le premier et plus important centre collégial pour étudiant de type occidental au Japon.

## Sources